# Tengüecho
Tengüecho es una localidad del estado mexicano de Michoacán. Es parte del municipio de Tangancícuaro.

## Demografía
| Gráfica de evolución demográfica |
|                                  |

| Censo | Población |
| ----- | --------- |
| 1900  | 399       |
| 1910  | 286       |
| 1921  | 311       |
| 1930  | 372       |
| 1940  | 471       |
| 1950  | 268       |
| 1960  | 540       |
| 1970  | 463       |
| 1980  | 463       |
| 1990  | 632       |
| 2000  | 809       |
| 2010  | 1028      |
| 2020  | 1202      |